# Estàtua sedent de Quefrè
L'Estàtua sedent de Quefrè fou tallada per escultors egipcis entre els anys 2550-2480 ae, i es considera una escultura clàssica de l'època de les piràmides i una de les més importants obres de l'art de l'antic Egipte.

## Troballa i història
L'estàtua sedent, la trobà l'any 1860 l'egiptòleg francés Françoise Auguste Ferdinand Mariette (1821-1881), en un pou enllosat del temple de la Vall, proper a Guiza, i representa Quefrè, quart faraó de la dinastia IV d'Egipte, que regnà de c. 2547 a 2521 ae (segons Von Beckerath). Al mateix lloc s'han trobat fragments d'estàtues de Quefrè, fins a 23, més o menys completes, i en conjunt representarien un programa iconogràfic del temple funerari, com a síntesi del poder terrenal i celeste.
En la Llista d'Abidos l'anomenen Quefrè, així com en la Llista de Saqqara. El Papir de Torí li dona 20 anys de regnat (dades molt danyades). Manetó el denomina Quèops II i li assigna 66 anys de govern.
Fill de Quèops i Henutsen, es casà amb Meresanj III, filla de Kauab i dipositària dels drets dinàstics, amb Jamerernebty I, mare de Micerí, i amb Jamerernebty II.

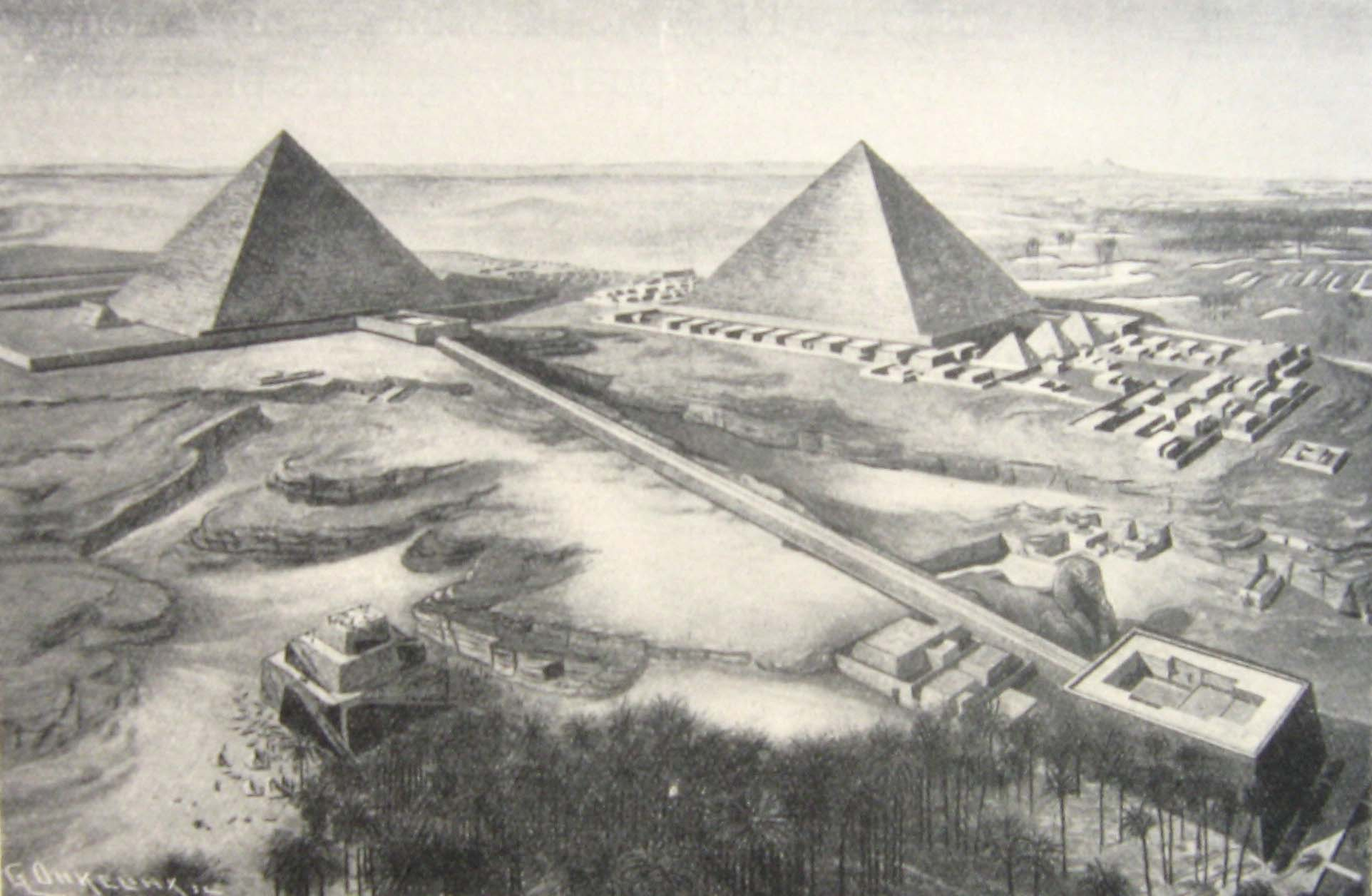
Reconstrucció del complex funerari de Quefrè. A l'extrem inferior dret, és el Temple de la Vall, molt a prop de la Gran Esfinx

## Descripció
Quefrè apareix assegut al tron reial, amb mirada hieràtica a l'infinit; les mans reposen en cada cama, la dreta en puny duent un rotlle, símbol d'estatus, i l'esquerra amb els dits estesos com per rebre ofrenes per al seu renaixement. Duu un faldellí tripartit i la lligadura nemes de lli, rematada per l'ureu reial i una falsa barba reial. Tots aquests símbols pretenen indicar la naturalesa divina del faraó. Se n'ha deteriorat l'avantbraç esquerre i part de la cama esquerra.
Aquesta representació no és un retrat, sinó un símbol del poder de Quefrè; utilitza convencions artístiques de l'època: un físic idealitzat, un rostre no envellit i proporcions ideals del cos. El retrat idealitzat egipci no volia representar trets individualitzats, sinó proclamar la naturalesa divina de la reialesa.
El tron cúbic duu dos cossos de lleones estilitzades. Als laterals, el símbol del sema-tauy, emblema de la unió de les dues terres, representades per la planta de lotus (símbol de l'Alt Egipte) i del papir (del Baix Egipte). El déu Horus o Behedet, representat com un falcó amb anell shen, protegeix la part posterior del cap de Quefrè amb les ales esteses, una altra referència a l'Egipte unit. Els peus de Quefrè recolzen sobre una plataforma plana, tallada amb nou arcs, que representen el domini del rei i del regne sobre les tribus enemigues, els Nou arcs.
La figura s'exhibeix de manera permanent al Museu Egipci del Caire.

## Característiques
- Estil: art egipci.
- Material: diorita.
- Alçada: 168 cm.
- Amplària: 57 cm.
- Longitud: 96 cm.

## Galeria d'imatges

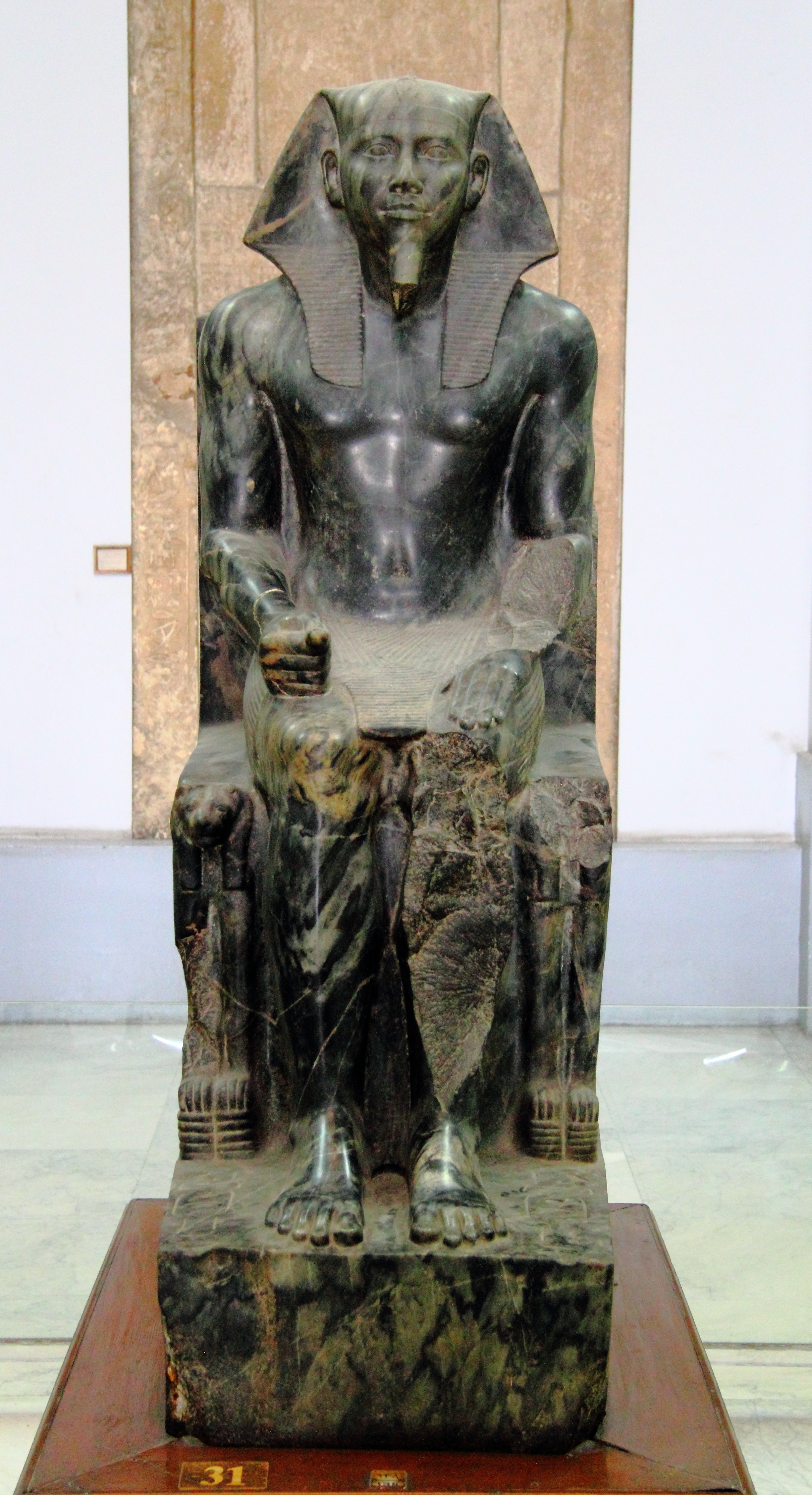
Museu Egipci del Caire
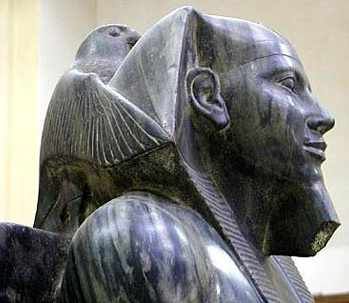
Detall del falcó posat amb les ales desplegades que representa Behedet o Horus, com a protector de Khafra